# آردووال
آردووال (به فرانسوی: Ardouval) یک کمون در فرانسه است که در canton of Bellencombre واقع شده‌است. آردووال ۱۰٫۴۹ کیلومتر مربع مساحت دارد ۲۰۰ متر بالاتر از سطح دریا واقع شده‌است.

## خواهرخوانده
شهر اویترویک خواهرخواندهٔ آردووال هست.